# Adolfo Baloncieri
Adolfo Baloncieri (27 de juliol de 1897 - 23 de juliol de 1986) fou un futbolista italià de la dècada de 1920.
És considerat un dels futbolistes italians més importants de la història. Pel que fa a clubs, defensà els colors de Alessandria i Torino FC. Fou 47 cops internacional amb la selecció italiana amb la qual participà en els Jocs Olímpics d'Estiu de 1920, 1924 i 1928.

## Palmarès
Torino FC
- Serie A: 1927-28

 Itàlia
- Copa de l'Europa Central de futbol: 1927-30
- Medalla de Bronze als Jocs Olímpics: 1928